# 再結晶
再結晶（さいけっしょう、recrystallization）とは、合成または抽出などによって得られた粗結晶（純度の低い結晶）をより良質で不純物の少ない結晶へと成長させるための操作である。この語は、化学・物理学（金属工学・材料工学）のほか、地質学でも用いられる。温度を緩やかに下げることによってより大きな形のよい結晶ができ、
収集率も向上する。

## 化学

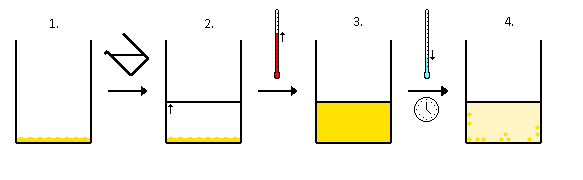
1 化合物（オレンジ部分）を容器に入れる。 2 適切な溶媒が選択され、溶媒（透明部分）を入れる。る。 3 加熱し飽和状態に溶解させる。 4 加熱によって溶解度が高まっていたため、温度が下がるにつれ溶解度が下がり物質が飽和し、容器の底などに目的とする物質が再結晶化する。理想的には不要な不純物は、まだ溶媒に多く溶けたままである。

化学における再結晶は、精製の方法のひとつ。
粗結晶を溶媒に溶かし、溶媒の蒸発、温度差や溶媒の混合比の変化による溶解度の差などを利用して結晶を析出させる。再結晶をする前に、ある程度目的物を単離して、純度を高くしておく必要がある。再結晶の収集率を高めるには不純物が混じっているものより、純度が高いほうのものの方が都合がよい。
適切な溶媒は対象をよく溶かすもので、混合した溶媒もよく用いられ、再結晶したい化合物の融点より沸点が10度以上低いことで、油状に溶けることを回避する。次に加熱して最小量の溶媒に化合物を溶かすが、多くの溶媒には引火性と毒性の高い蒸気の危険性がある。この時、その溶媒に不溶性の物質が混じっていると当然溶けないため、溶媒を過剰に追加してしまわないように注意が必要となる。次に濾過を考慮し、というのは、さらなる溶媒の追加と、濾過装置を温めておく手間がかかるためである。次に結晶化であり、放置して冷却、あるいはさらに低温に冷却、また種結晶（少量の目的とする物質）を加えたり、容器内をガラス棒でこすり結晶化を促したり、それも失敗すれば栓をして数日放置してみる。最後に、濾過し、冷たい溶媒で洗い、乾燥させる。
沸点が低い、あるいは熱に安定しないものを精製するには、低温再結晶を行う。
方法1
1. 粗結晶を、少量の溶媒に溶かす（溶け残りがあるようにする）。
2. 水浴などで加熱する。溶媒が還流し始めても溶け残りがあるようであれば、溶媒を足して完全に溶かす。
3. 熱時濾過して、不溶物を除去する。
4. すみやかに冷却する。結晶が出ないようなら冷蔵庫・冷凍庫でよく冷やす。
5. それでも結晶がでなければ種結晶をいれるか、スパーテル(スパチュラ)で壁面をこすって刺激を与える。
6. うまく結晶が出れば、桐山ロートなどを用いてろ取する。結晶が出なければ濃縮して 1 からやり直し。

方法2
1. 粗結晶をできるだけ少量の良溶媒に溶かす。
2. 水浴などで加熱する。ここに貧溶媒を少しずつ、溶液が微かに不透明になるまで加える。
3. 良溶媒をごくわずか加え、再び透明にする。
4. 熱時濾過する。以下方法1と同じ。

方法3
1. 粗結晶を少量の溶媒に完全に溶かす
2. 水浴などで加熱して、溶媒を飛ばして濃縮する。
3. ある程度体積が減ってきたら加熱をやめて放冷する。以下方法1と同じ。

## 物理学（金属工学・材料工学）
常温で圧延などの加工によって変形した金属は加工硬化（加工ひずみ）を起こし、物理合成によって合成したセラミックスや酸化物など粗結晶は結晶中に格子の歪みや、欠陥などが存在する。これをある温度まで加熱すると急に軟化し、変形した結晶が、多角形の細粒に分割結晶する。増加していた転位も消滅し、結晶粒は内部ひずみ（内部応力）を持たない安定したものとなる。金属工学・材料工学ではこれを再結晶と呼ぶ。再結晶が始まる温度を再結晶温度といい、金属の種類や加工の度合により異なる。再結晶の後もさらに加熱を続けると、結晶粒成長が起こる。再結晶温度以下での加工を冷間加工、再結晶温度以上での加工を熱間加工という。冷間加工では常に加工硬化が起こるので、焼なましによって内部応力を下げる作業が必要になる。